# Ambient Media
Навколишні ЗМІ (Ambient Media) (англ. ambient — навколишній) - це термін, який використовується в маркетингу і стосується рекламних носіїв, які використовуються як зовнішня реклама в безпосередньому середовищі їхньої цільової групи.

## Походження
Термін "Навколишні ЗМІ"(Ambient Media) - вперше став використовуватися у Великій Британії в середині 1990-х рр. Ambient media стали позначати візуальну (і не тільки) рекламу, яка досягає споживачів в найнесподіваніших місцях. Додатковий сенс цього поняття додало популярне в ті роки в Лондоні напрямок електронної музики ambient-музики, що створює настрій і атмосферу. Іншими словами, ambient дивує і розважає споживача
Сьогодні Ambient Media переживає досить велику популярність, хоча дотепер і є досить нестандартним засобом, до якого багато маркетологів ставляться з побоюванням (про те, чому так склалося - читайте нижче). Основна суть Ambient Media полягає в тім, що дана реклама проникає в ті місця, де її зовсім не чекають побачити. Це її основна перевага. Адже, люди в сучасному світі навчилися ігнорувати більшу частину класичної реклами. 
Ambient змушує звернути на себе увагу. Отже, Ambient Media виділяється на тлі іншої реклами тим, що:
- проникає в атмосферу цільової аудиторії (реклама на підлозі в туалеті клубу, на ручці візка в супермаркеті, на ручці в автобусі);
- відрізняється нестандартністю, високим ступенем креативности й новизною, за рахунок чого залучає до себе увага;
- добре піддається плануванню. В Ambient Media робиться ставка не на охоплення великої аудиторії, а на якісні контакти з потенційними клієнтами.

## Розуміння "Навколишніх ЗМІ"
Починаючи з 2000-х років все більше і більше авторів книг про теорію і практику реклами приділяють свою увагу поняттю "Навколишні ЗМІ". Так, наприклад, у книзі «Corporate Communications: Theory and Practice» автор пише, що в «Навколишніх ЗМІ» використовуються такі рекламоносії, які оточують нас в повсякденному житті, де носієм рекламного повідомлення може виступати практично все ,що завгодно: зворотна сторона театрального квитка ,реклама на чеку, на ручці візка у супермаркеті, реклама на кузові автомобіля, на стіні будівлі та на асфальті . Визначальним фактором для «Навколишніх ЗМІ» є розташування рекламного повідомлення. Вона наздоганяє потенційного споживача в самих незвичайних і несподіваних для нього місцях. 
Або, наприклад, у статті "Guerrilla Marketing: The Nature of the Concept and Propositions for Further Research" автор називає "Навколишні ЗМІ" «партизанським» (англ. guerrilla) варіантом класичної зовнішньої реклами.Такі рекламні повідомлення відрізняються високим рівнем креативності, а фахівці з реклами використовують найсучасніші методи при створенні унікальних носіїв рекламних повідомлень в «Навколишні ЗМІ».
У "Навколишніх ЗМІ" абсолютно будь-який предмет може стати засобом комунікації, що передає певне рекламне повідомлення. Таким чином, стосовно до теорії Маклюена про «гарячих» і «холодних» медіа, "Навколишні ЗМІ" може порушити і розширити такі людські почуття, як слух, зір і дотик. 
Під зовнішньою рекламою, на думку багатьох рекламних агентств, розуміється також реклама в місцях, де люди проводять більше часу. До них належать торгові центри, мультиплекси, кав'ярні, спортивні зали, спортивні клуби, парки розваг і т.д. Ці рекламні формати можуть бути статичними, цифровими або емпіричними. У зовнішній рекламі в якості основного фактора, що лежить в основі реклами в цих місцях, використовується "час перебування споживача". Вважається, що в порівнянні з традиційною зовнішньою рекламою зовнішня реклама дає можливість залучити більше споживачів до участі в рекламній діяльності, а також сприяє комунікації рекламодавця з урахуванням його контексту.
Цей термін почав з'являтися в жаргоні Британських ЗМІ приблизно в 1999 році, але зараз, здається, міцно утвердився як стандартний термін в рекламній індустрії. Медійна реклама може використовуватися спільно з основними традиційними ЗМІ або однаково ефективно використовуватися в якості самостійного виду діяльності. Ключем до успішної кампанії в ЗМІ є вибір найкращого доступного формату ЗМІ в поєднанні з ефективним поширенням інформації.

## Приклади застосування
У США, Європі та інших країнах світу подібна технологія прижилася і стала застосовуватися повсюдно, на увазі її високу ефективність. Так, наприклад, в січні 2006 році аргентинське рекламне агентство «Publicis Graffiti» просувало принтери фірми HP. Цього разу носіями рекламного повідомлення виступили ескалатори в метро Буенос-Айрес. На початку ескалаторів вони розмістили наклейку із зображенням принтера НР, а на кожній сходинці вони розмістили наклейку у вигляді рекламного постера, на який був надрукований текст про високу економічності картриджів для даної моделі принтера (HP Photosmart 955c). Під час роботи ескалатора створювалася ілюзія того, що принтер нескінченно друкує рекламні листівки. 
У 2007 році італійське рекламне агентство "Admcom «мало прорекламувати гральний заклад»Casino di Venezia". В якості рекламного майданчика вони вибрали стрічку транспортера на видачі багажу в аеропорту Венеції. Він оформили стрічку на увазі величезної ігрової рулетки і написали на транспортері слоган " Продовжуй грати "(англ. Keep playing)».
Іншим прикладом застосування технологій "Навколишні ЗМІ" є рекламна кампанія, створена агентством "Sukle Advertising&Design" для американської комунальної компанії "Denver Water" (англ.) у місті Денвер, штат Колорадо, в 2006 році. Рекламна кампанія називалася"Використовуй рівно стільки, скільки потрібно"(англ. Use only what you need) і вона була спрямована на заклик людей до економії води. Так, наприклад, жителі Денвера могла знаходити на вулицях міста довгі помаранчеві лавки, але при цьому на ній було місце тільки для однієї людини, і на цьому місці був написаний слоган "Використовуй рівно стільки, скільки потрібно". У кампанії використовувалися класичні рекламні щити, але і з ним вчинили також дуже креативно: на рекламний щит клеїли суцільне біле полотно і тільки в одному з кутів щита був приклеєний невеликий помаранчевий постер зі слоганом рекламної кампанії. Так само робили і з рекламними вивісками на автобусах, а в журналах можна було знайти одну білу сторінку, в кутку якої був написаний складу кампанії. Додатково до цього, в рамках рекламної кампанії, в деяких частинах городи були припарковані автомобілі, з яких були зняті практично всі зовнішні панелі - був залишений тільки двигун і приладова панель з кермом управління; на даху автомобіля був написаний слоган "Використовуй стільки, скільки потрібно". Будь-який городянин міг стати учасником цієї кампанії, купивши наклейку з цим слоган. Так само по всьому місту наступним чином були розставлені рекламоносії у вигляді помаранчевих крамниць: ставили одну велику крамницю ,а поруч з нею одну маленьку, на велике лавці було написано:"Скільки води ви витрачаєте на полив свого газону" (англ. How much water you give your lawn), а на напис на маленькій лавці свідчив:"Скільки води насправді потрібно вашому газону"(англ. How much it really needs). Аналогічні рекламні повідомлення містили розставлені по Денверу помаранчеві гідранти, один з яких був великий, а інший маленький. Ці слогани були використані на рекламних щитах, на яких було зображено дві людини: один з сильно зростаючими волоссям і неохайною бородою, а інший поголений і з акуратно укладеними волоссям. У супермаркетах міста касові стрічки були стилізовані під поточну річку і на роздільнику продуктів був напис "Нехай наші річки течуть далі" (англ. Keep our rivers flowing). 
Німецьке рекламне агентство Jung von Matt" зробив цікаву і незвичайну рекламу для швейцарських годинників фірми International Watch Company. Рекламоносієм стали шкіряні петлі на поручнях автобуса в аеропорту Берліна. На петлі, була нанесена наклейка із зображенням годин ,тому створювалася ілюзія того, що у пасажира автобуса на руці надітий годинник. Слоган на наклейці: "примір їх тут"(англ. Try it here)
У січні 2009 року швейцарське рекламне агентство «Wirz Werbung/BBDO» працювала на відому компанію Харлі Девідсон англ. Harley-Davidson. В автобусах Цюріха на поручнях були розміщена інсталяція ручок мотоцикла. На правій був зображений логотип компанії, а ліва містила анонс про появу нових моделей мотоциклів на сайті «Харлі Девідсон».

## Недоліки і критика
Незважаючи на переваги "Навколишні ЗМІ" перед традиційними видами реклами (радіо, преса, телебачення), він має ряд суттєвих недоліків, через що деякі рекламні агентства не користуються ним. Основним недоліком "Навколишні ЗМІ" є потреба в постійній зміні рекламного майданчика. Визначальною характеристикою "Навколишні ЗМІ" є незвичайне розташування рекламного носія і сам рекламний носій, відповідно . Якщо місце розташування буде залишатися незмінним протягом довгого часу, то аудиторія вже не буде сприймати цю рекламу як щось незвичайне і дивовижне. Тому фахівці в області реклами повинні постійно придумувати щось нове, не використане перш ніким, постійно змінювати локацію рекламного повідомлення і сам рекламоносій, ретельно планувати рекламну кампанію. В іншому випадку пропадає головна перевага "Навколишніх ЗМІ" в ефекті несподіванки.
Так само до недоліків такого виду реклама є її вузькоспрямованість: в основному "Навколишні ЗМІ" не розрахований на широкі маси і передбачає вкрай мала кількість цільових груп. Крім того при використанні даної рекламної технології можна зіткнутися з додатковими витратами. 

## Примітка
1. ↑   Joep Cornelissen.: Corporate Communications: Theory and Practice. London : Sage, 2004, p. 182.
2. ↑  Кириленко Н.П., Прангишвили И.Г. .
3. 1 2  Katharina Hutter and Stefan Hoffimann. .
4. ↑  Amiee J. Shelton. Ph.D, Łukasz P. Wojciechowski, PhD, Jamie Warner. . — Т. Vol. 7, № 1.
5. 1 2  Artur Lugmayr, Thomas Risse, Bjoern Stockleben, Kari Laurila, Juha Kaario. . — ISSN 1380-7501.
6. ↑  Данилюк.А, Титенская И. Ambient media - новые рекламные носители. Архів оригіналу за 21 квітня 2019. Процитовано 30 жовтня 2018. [Архівовано 2019-04-21 у Wayback Machine.]
7. ↑  Use only what you need. Denver Water (англ.). Архів оригіналу за 21 квітня 2019. Процитовано 21 квітня 2019.
8. ↑  Sandra Luxton, Lachlan Drummond. .